# Nikolai Wladimirowitsch Lewitschew

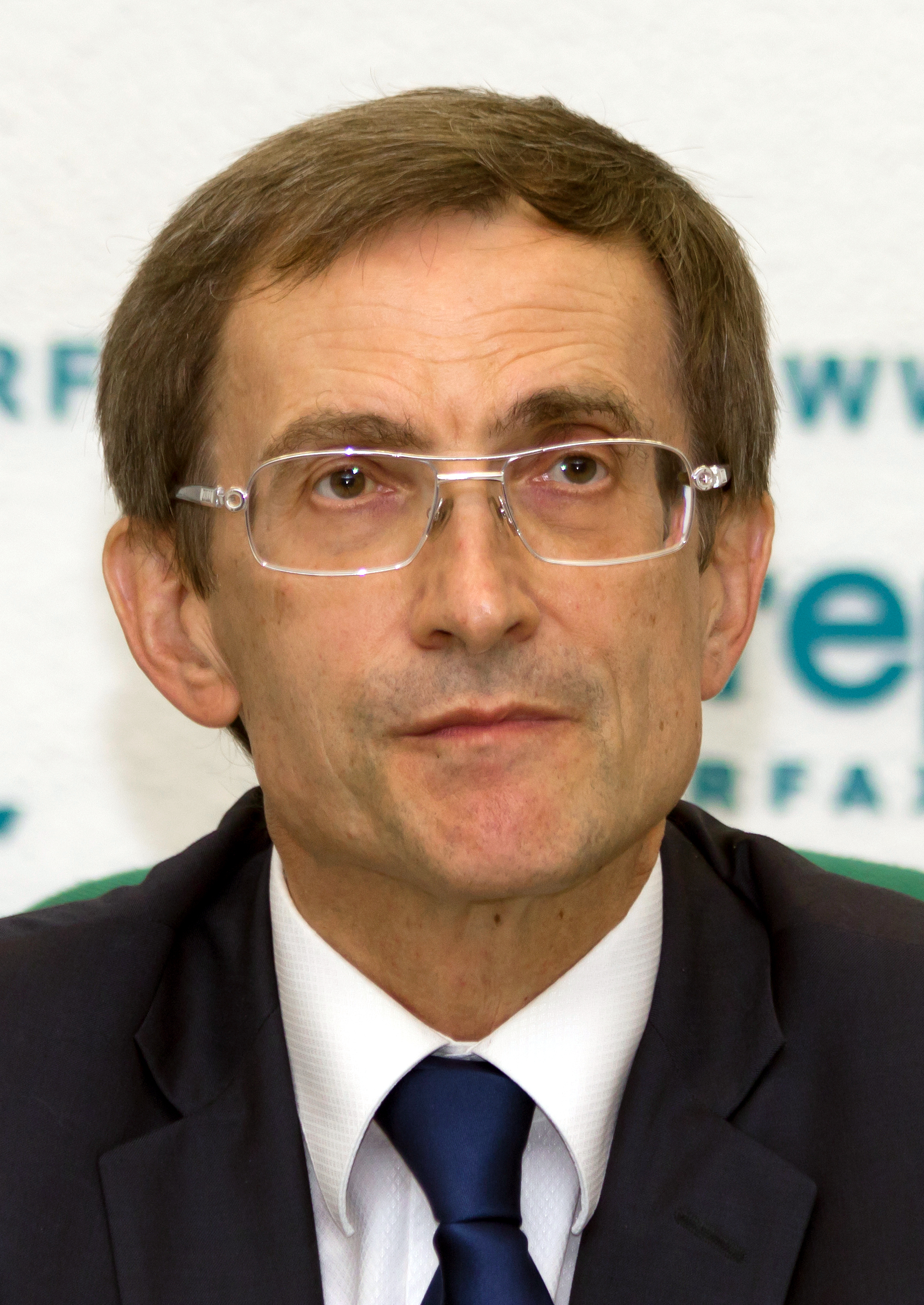
Nikolai Lewitschew (2013)

Nikolai Wladimirowitsch Lewitschew (russisch Николай Владимирович Левичев; * 28. Mai 1953 in Leningrad, Sowjetunion) ist ein russischer Politiker. Von April 2011 bis Oktober 2013 war er Vorsitzender der Partei Gerechtes Russland. Er ist Abgeordneter in der Duma.

## Vita
Lewitschew wurde 1953 als Sohn eines Radiotechnikers und einer Mathematikerin geboren. Er ist ethnischer Russe. Er ging in Sankt Petersburg (dem damaligen Leningrad) zur Schule und war in einer Klasse mit seinem heutigen Parteifreund Sergei Mironow. Nach seinem Schulabschluss 1970 ging er an die Staatliche Universität von Leningrad, um Physik zu studieren. Dieses Studium schloss er 1976 ab und absolvierte daraufhin eine Aspirantur. Danach arbeitete er als wissenschaftlicher Mitarbeiter und als Leiter eines Jugendlagers. Bis 1991 war er in verschiedenen Positionen beim Komsomol und in Gewerkschaften tätig.
Nach dem Zerfall der Sowjetunion wechselte Lewitschew in die Privatwirtschaft und wurde Direktor eines Buchverlages, ehe er 2002 in die Politik ging.
Zusammen mit Sergei Mironow gründete er die „Partei des Lebens“, welche 2006 schließlich mit zwei anderen Bewegungen zur Partei Gerechtes Russland fusionierte. Von dieser war er von 2011 bis 2013 Vorsitzender und trat in dieser Zeit gegenüber der russischen Regierung auch oppositionell auf und geriet in Konflikt mit der Führung von Putins Regierungspartei.
Am 12. September 2014 wurde er auf die „schwarze Liste der EU“ gesetzt. Kanada sanktioniert ihn am 19. Dezember 2014.
Lewitschew war Kandidat bei der Oberbürgermeisterwahl in Moskau 2013, erhielt aber nur 2,79 Prozent der Stimmen und landete auf dem letzten Platz. 2016 war er zur Dumawahl für seine Partei Mitglied der Zentralen Wahlkommission und war dabei an der Ablehnung der Registrierung von Alexei Nawalny für die Wahl beteiligt.